# Karnské Alpy
Karnské Alpy jsou pohoří rozkládající se na území dvou zemí – Rakouska (spolkové země Tyrolsko, Korutany) a Itálie (Benátsko a Furlansko-Julské Benátsko). Na rakouské území zasahují pouze svým hlavním hřebenem a v podstatě sledují státní hranici s Itálií. Geologicky se řadí k Jižním vápencovým Alpám. Člení se na dvě základní části, Hlavní Karnský hřeben a Jižní Karnské Alpy. Nejvyšším vrcholem je Hohe Warte (italsky Monte Coglians) s výškou 2780 m, ležící v hlavním hřebeni, západně od sedla Plöckenpass.

## Geologie
Geologická stavba pohoří je poměrně komplikovaná a vzhledem ke své rozlehlosti a nejednotnosti i bohatá. Hlavním stavebním prvkem jsou mimo dominantního vápence také krystalické břidlice. Na rakouské straně hřebene se nalézá také křída. Na několika místech se nachází také pískovec a dolomit.

## Poloha
Pohoří zaujímá plochu 6600 km². Na severu je vymezení Karnských Alp vedeno linií řeky Gail, která je odděluje od Gailtalských Alp. Hranici mezi Hlavním Karnským hřebenem a jižními Karnskými Alpami tvoří toky řek Degano a Taglimiento. Celkově však jižní hranici Karnské Alpy pevně určenou nemají, pozvolna přecházejí do Benátské nížiny. Na východě je oddělují od sousedních Julských Alp řeky Fella a Tagliamento, která se nakonec vlévá do Jaderského moře. Na západě je pohoří odděleno od Dolomit toky řek Sextenbach, Padola a Piava.

## Členění
Dvě části Karnských Alp jsou svým charakterem značně odlišné. Zatímco Hlavní Karnský hřeben má, jak již název napovídá, převážně podobu dominantního jasně patrného hřebene, jsou Jižní Karnské Alpy změtí nepřehledně uspořádaných krátkých hřebenů a údolí, které nemají jednotnou linii.
Hlavní Karnský hřeben
Zahrnuje území ležící severně od řek Degano a Taglimiento až po tok řeky Gail v Rakousku. Toto území má rozlohu 2200 km² a v němčině se nazývá Karnischer Hauptkamm. Hlavní hřeben (hraniční), mající zřetelně východo-západní směr, je dlouhý skoro 100 km. Dělí se na řadu menších částí, zahrnujících často jen samotné vrcholy nebo menší skupiny např. Poludnig, Zermula, Volaia (jinak zvaný Wolayer Gruppe – zde leží nejvyšší vrchol Hohe Warte), Lodin, Avostanis, Sernio, Dolomiti di Sappada, Sauris, Nassfeld-Gorriacher Alpe aj.
Jižní Karnské Alpy
Představují doslova labyrint samostatných horských skupin a masivů bez náznaku výraznějšího hřebene. Plocha této části pohoří je 3400 km². Pro svou výraznou podobnost s blízkými Dolomity, se kterými sousedí na západě, jsou také nazývány Dolomiti di sinistra Piave (Dolomity levého břehu Piavy). Dále se dělí na menší horské oblasti, např. Preti, Monfalconi, Col Nudo, Monte Cavallo či Verzegnis. Nejvyšším vrcholem této části je obtížně dostupná Cima dei Preti (2703 m). Oblast je bohatá na vodu. Nachází se zde velké množství říček, i větších jezer (Vajont, Barscis, Verzegnis).

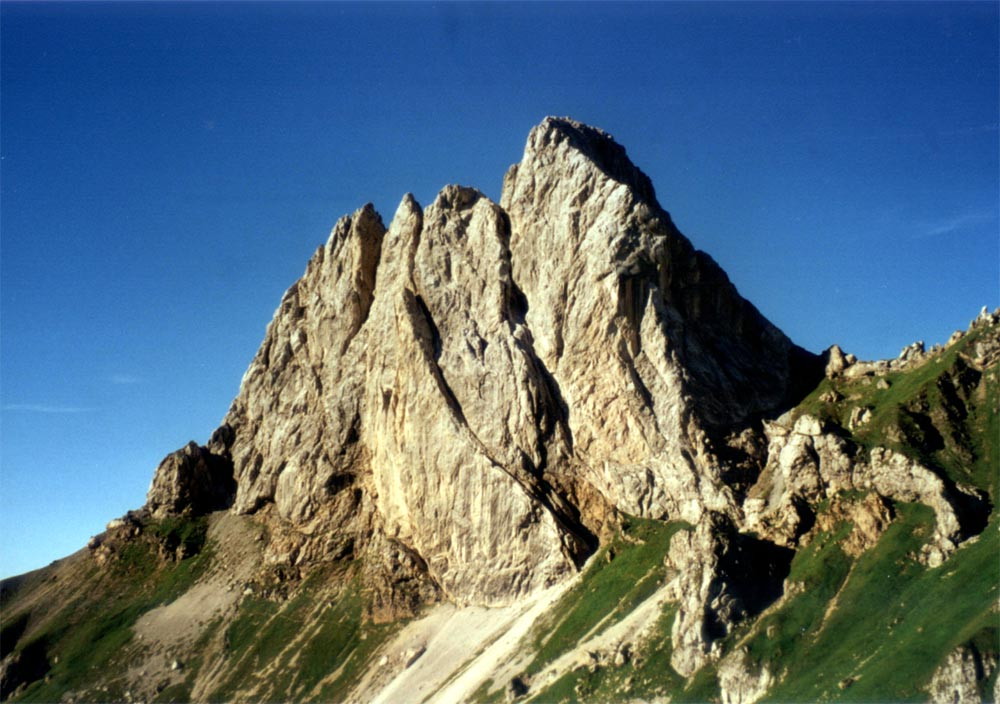
Monte Chiadenis

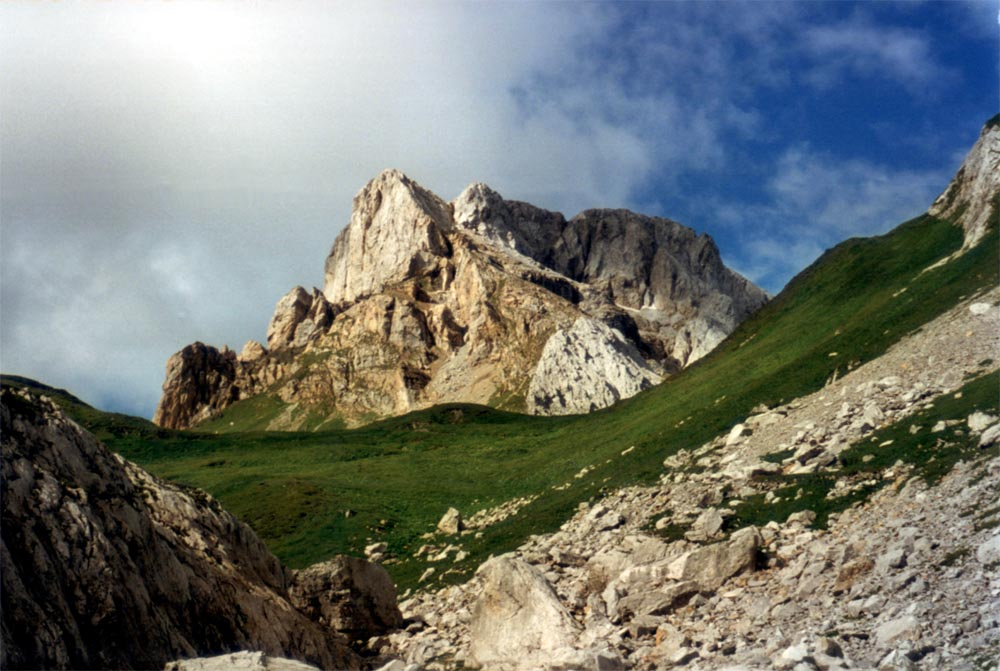
Monte Peralba/Hochweisstein

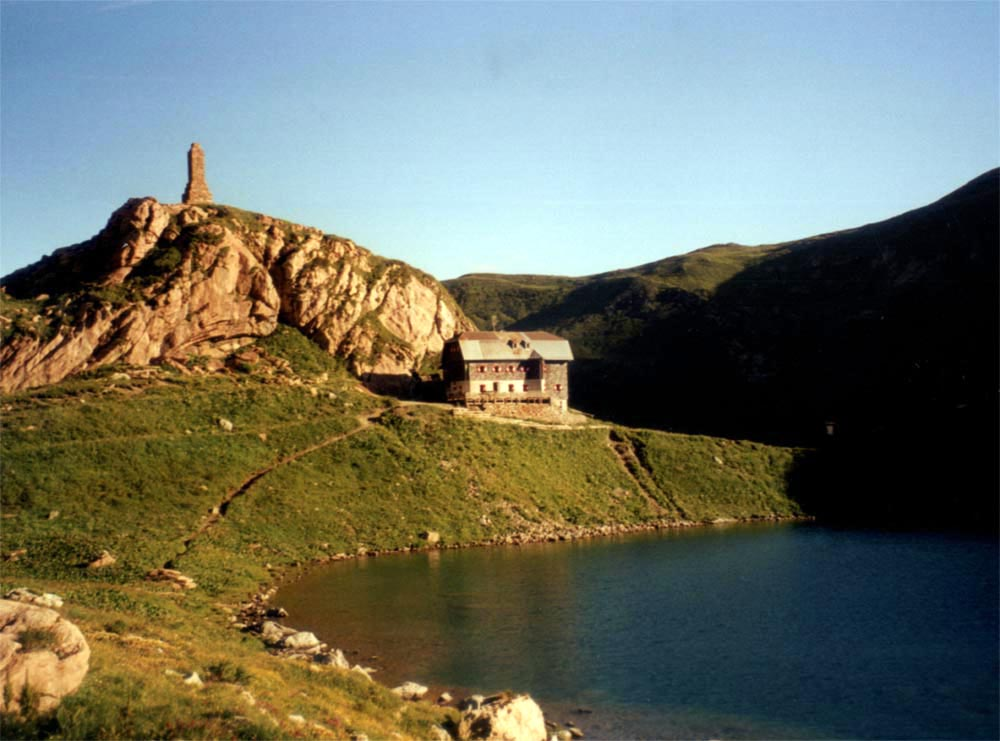
Wolayer See Hütte

## Významné vrcholy
- Hohe Warte (2780 m)
- Monte Peralba (2694 m)
- Grosse Kinigat (2689 m)
- Porze (2589 m)
- Monte Brentoni (2548 m)
- Monte Chiadenis (2459 m)
- Monfalcon di Forni (2453 m)
- Helm (2433 m)
- Creta di Aip (2280 m)
- Monte Cavallo (2251 m)
- Cellon (2238 m)
- Gartnerkofel (2195 m)
- Monte Sernio (2187 m)
- Cima dei Preti (2703 m)
- Monte Duranno (2652 m)

## Chaty
Většina horských chat patří spolku Alpenverein, v ať už rakouské (ÖAV), německé (DAV) či italské (CAI) verzi.
- Sillianer Hütte (2447 m) (hlavní hřeben)
- Hochweißsteinhaus (1859 m) (hlavní hřeben)
- Rifugio Sorgenti del Piave (1830 m) (hlavní hřeben)
- Wolayer See Hütte (1959 m) (hlavní hřeben)
- Rifugio De Gasperi (1767 m) (jižní část)
- Rifugio Monte Siera (1606 m) (jižní část)
- Rifugio C. e M. Semenza (2020 m) (jižní část)

## Turismus
Pohoří Karnské Alpy se vyznačuje příznivými podmínkami pro letní i zimní sporty. V létě zde převládá středomořské klima, zajišťující velký podíl jasných slunečných dnů beze srážek. Ve srovnání se sousedními Dolomity a Julskými Alpami je však toto pohoří navštěvováno výrazně méně. Podílí se na tom zejména skutečnost, že koncentrace vleků, lanovek, sjezdovek, chat a dalších turistických zařízení a cílů je zde násobně nižší. V Jižních Karnských Alpách, které si svou krásou, bílou barvou a strmostí štítů nezadají se sousedními Dolomity, je také daleko nižší hustota turistických chodníků, které jsou přitom často dlouhé, strmé a odlehlé. Vysoké koncentrace turistů na trasách a vrcholech se zde návštěvník rozhodně nemusí obávat.
Naproti tomu Hlavní Karnský hřeben je velmi populárním cílem pro několikadenní souvislé hřebenové přechody po značené trase nazývané Karnischer Höhenweg (italsky Traversata Carnica). Podél trasy jsou ve vhodných vzdálenostech rozmístěny horské chaty pro přenocování. V různých místech hlavního hřebene jsou ve skalním terénu zřízeny populární zajištěné cesty – klettersteigy. Podobně jako v Dolomitech jsou na mnoha místech v Karnských Alpách patrné stopy válečných operací v průběhu 1. světové války.

### Turistická sídla oblasti

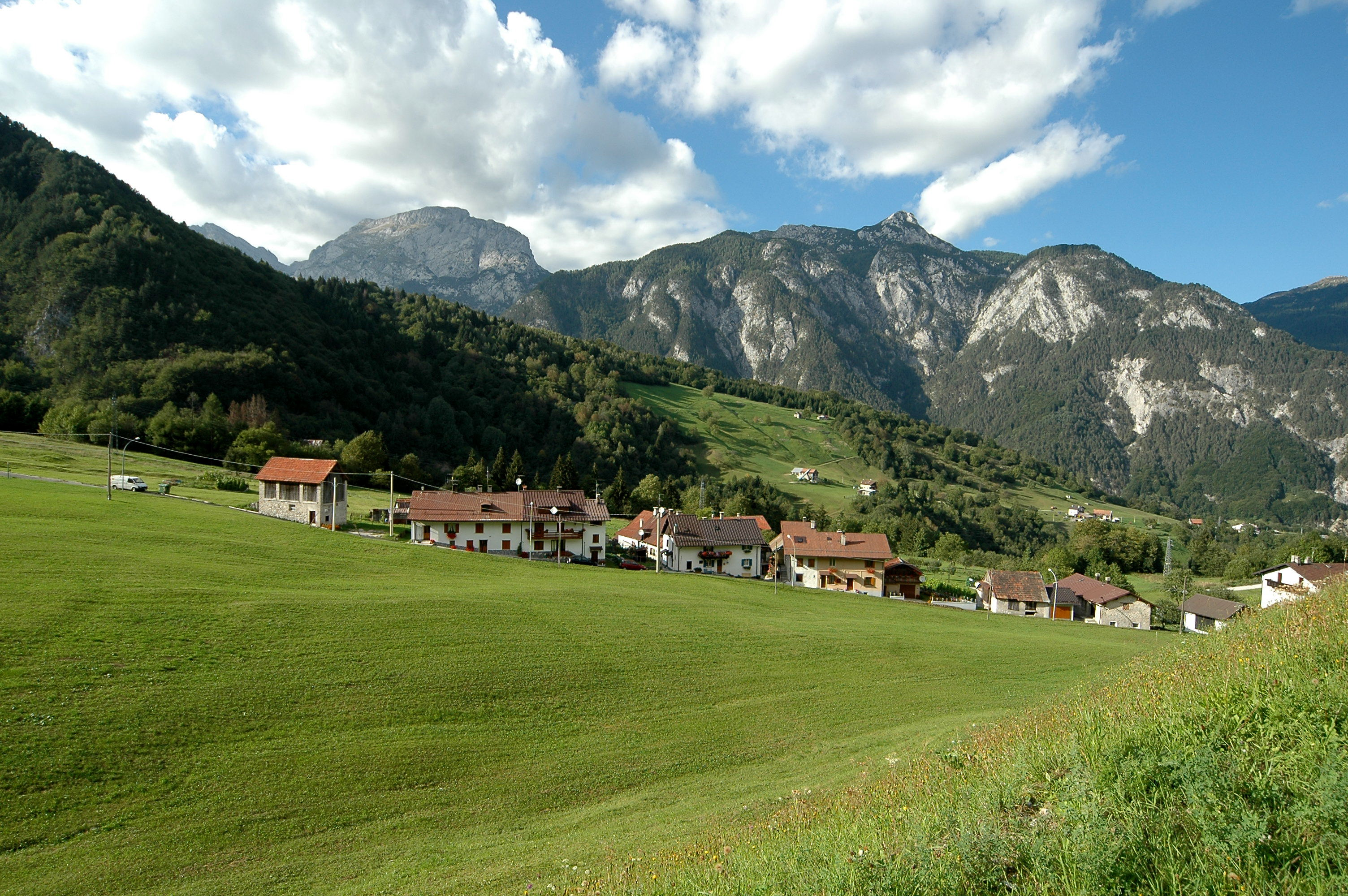
Horní část obce Pontebba – Studenna Alta Basa

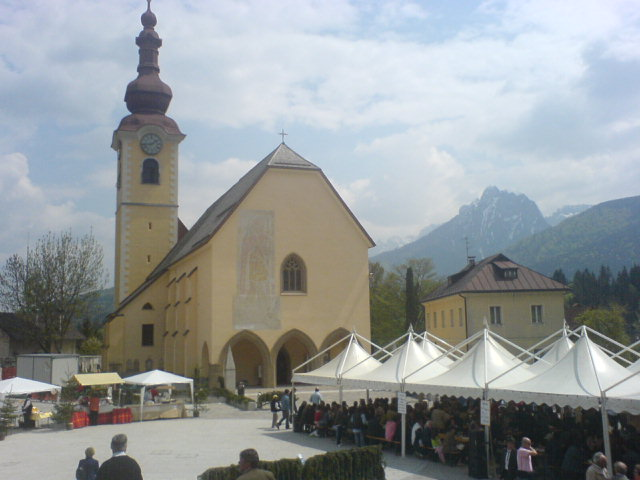
Kostel v městě Tarvisio

Itálie
- Sappada
- Pontebba
- Tarvisio
- Pieve di Cadore
- Tolmezzo
- Gemona
- Longarone
- Maniago
- Belluno
- Udine

Rakousko
- Sillian
- Obertilliach
- dolina Lesachtal
- Kötschach-Mauthen
- Hermagor